# Heimliche Kammratte
Die Heimliche Kammratte (Ctenomys occultus) ist eine Art der Kammratten. Die Art ist endemisch im Nordwesten Argentiniens in der Provinz Tucumán verbreitet.

## Merkmale
Die Heimliche Kammratte erreicht eine Kopf-Rumpf-Länge von 13,8 bis 15,2 Zentimetern; weitere Angaben liegen nicht vor. Es handelt sich damit um eine vergleichsweise kleine Art der Gattung. Die Färbung des Rückens und der Körperseiten ist generell ein warmes Braun bis Zimtbraun, die Kopfoberseite ist etwas dunkler gefärbt. Die Bauchseite ist heller braun mit weißlichen Einwaschungen, die Kehle und das Kinn sind noch etwas heller.
Der Schädel ist klein. Die Paukenblasen sind ebenfalls klein und nur leicht aufgeblasen. Über den Augen haben die Tiere vorstehende Knochenvorsprünge. Die oberen Schneidezähne sind leicht vorstehend (proodont).
Der Karyotyp besteht aus einem doppelten Chromosomensatz von 2n = 20 (FN=40) Chromosomen. Die Spermien sind symmetrisch gebaut.

## Verbreitung
Das Verbreitungsgebiet der Heimlichen Kammratte ist auf den Nordwesten von Argentinien beschränkt, wo die Art endemisch vorkommt und nur in der Provinz Tucumán nachgewiesen ist. Zu den Orten, in denen die Art nachgewiesen wurde, gehören La Cocha, Lamadrid,  Monteagudo und Simoca.

## Lebensweise
Über die Lebensweise der Art liegen kaum Informationen vor. Sie lebt wie alle Kammratten weitgehend unterirdisch in Gangsystemen und ernährt sich vegetarisch von der verfügbaren Vegetation. Der Lebensraum im Chaco ist geprägt durch offene Trockenwaldgebiete mit trockenem Böden. Die Art kommt regelmäßig im Bereich von Straßen vor.

## Systematik
Die Heimliche Kammratte wird als eigenständige Art innerhalb der Gattung der Kammratten (Ctenomys) eingeordnet, die aus etwa 70 Arten besteht. Die wissenschaftliche Erstbeschreibung der Art stammt von dem britischen Naturforscher Oldfield Thomas aus dem Jahr 1920, der sie anhand eines Individuums aus  Monteagudo, etwa 80 Kilometer südöstlich von San Miguel de Tucumán, beschrieb. Aufgrund ihres Verbreitungsgebiets und des Karyotyps wird die Art einer Artengruppe verschiedener Arten der Chaco-Region zugeordnet, auf der Basis molekularbiologischer Merkmale wird sie der  tucumanus-Gruppe um die Tucumán-Kammratte (Ctenomys tucumanus) zugeordnet.
Innerhalb der Art werden neben der Nominatform keine Unterarten unterschieden.

## Status, Bedrohung und Schutz
Die Heimliche Kammratte wird von der International Union for Conservation of Nature and Natural Resources (IUCN) als bedroht („endangered“) eingeordnet. Begründet wird die Einordnung durch das sehr kleine bekannte Verbreitungsgebiet von weniger als 500 km2 und die Zersplitterung der Population sowie die Bedrohung der Lebensräume. Die Hauptbedrohungen für diese Art sind der Verlust von Lebensräumen durch die Ausbreitung von landwirtschaftlichen Flächen.

## Belege
1. 1 2 3 4 5 6 7 8 9  Furtive Tuco-tuco. In: T.R.O. Freitas: Family Ctenomyidae In: Don E. Wilson, T.E. Lacher, Jr., Russell A. Mittermeier (Herausgeber): Handbook of the Mammals of the World: Lagomorphs and Rodents 1. (HMW, Band 6) Lynx Edicions, Barcelona 2016, S. 517. ISBN 978-84-941892-3-4.
2. 1 2 3 4  Ctenomys occultus in der Roten Liste gefährdeter Arten der IUCN 2019. Eingestellt von: C.J. Bidau, 2016. Abgerufen am 18. April 2020.
3. 1 2 3   Ctenomys occultus. In: Don E. Wilson, DeeAnn M. Reeder (Hrsg.): Mammal Species of the World. A taxonomic and geographic Reference. 2 Bände. 3. Auflage. Johns Hopkins University Press, Baltimore MD 2005, ISBN 0-8018-8221-4.